# A Game of Thrones (brætspil)
A Game of Thrones er et brætspil baseret på George R.R. Martins fantasy-serie A Song of Ice and Fire. Det er designet af Christian T. Petersen og blev udgivet første gang i 2003 af Fantasy Flight Games.

## Udvidelser
Der er udkommet to udvidelser til A Game of Thrones:
- A Clash of Kings (2004)
- A Storm of Swords (2006)